# Jauhar

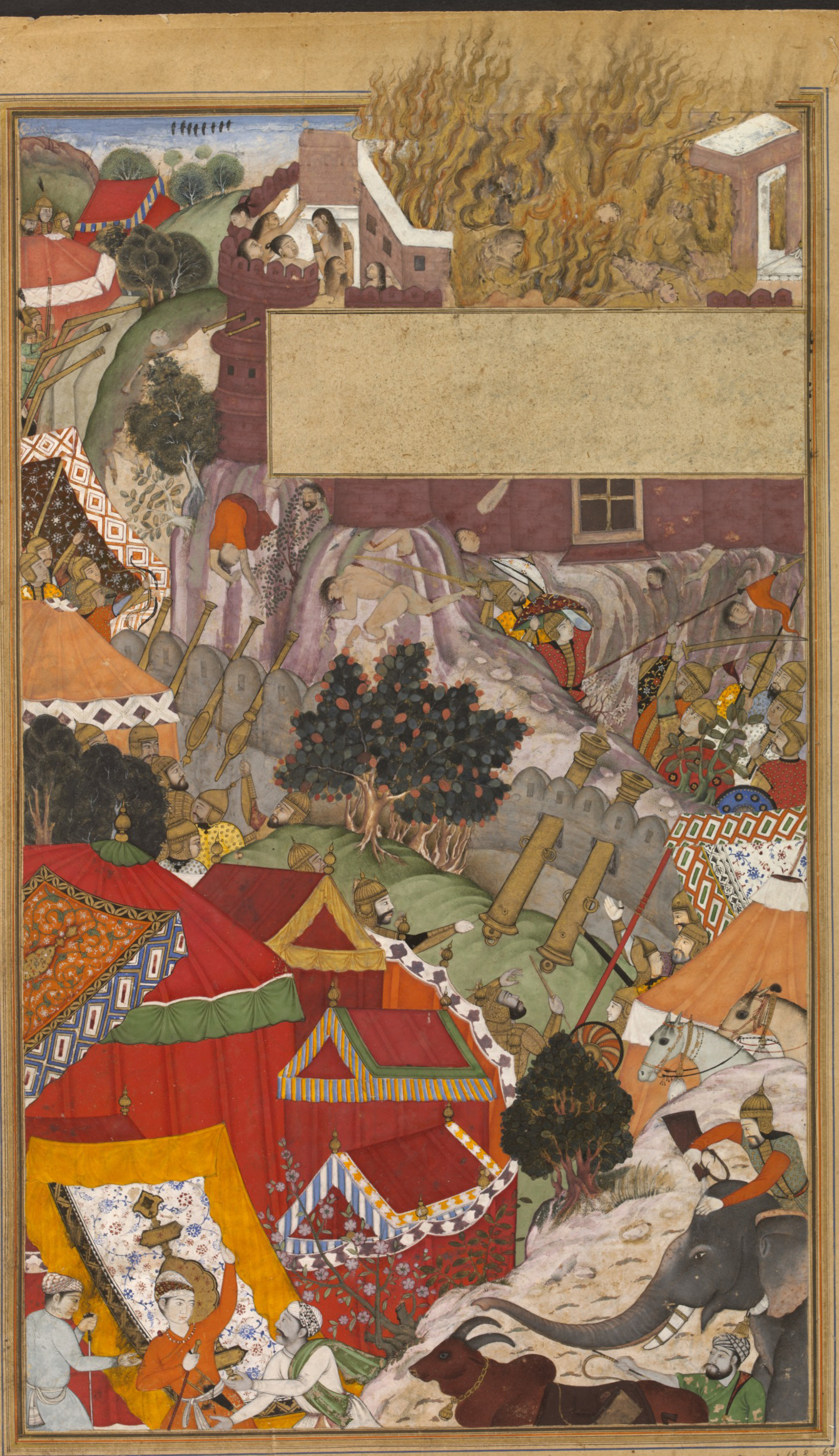
Jauhar während der Belagerung von Chittorgarh (1568). Während die Frauen sich mit ihren Kindern ins Feuer stürzen, begehen die Männer Selbstmord durch Verzweiflungstaten.

Der Begriff Jauhar bezeichnet einen kriegsbedingten Massenselbstmord, der vor allem von Rajputen-Kriegern und ihren Frauen während der islamischen Eroberung Nordindiens mehrfach überliefert ist.

## Begriff
Die Bezeichnung jauhar ist aus den Sanskrit-Wörtern jiv (‚Leben‘) und har (‚Niederlage‘) zusammengesetzt und vermischte sich später mit dem arabischen Wort jawhar, das so viel wie ‚Mut‘ und ‚Ausdauer‘, aber auch ‚Juwel‘ bedeuten kann.

## Hintergrund
Die Rajputen sind noch heute in Indien berühmt für ihren Stolz und ihre Kampfbereitschaft. Wenn sich jedoch – wie bei den Belagerungen der Bergfestungen von Rajasthan – Niederlagen abzeichneten, galt es als ehrenvoller zu sterben, als sich selbst sowie Frauen und Kinder dem Feind und damit letztlich der Schande einer drohenden Versklavung auszuliefern.

## Ereignisse
Die bestdokumentierten Jauhar-Fälle stammen aus der Festung von Chittorgarh in den Jahren 1303, 1535 und 1568: Als die Belagerten eine Niederlage nicht mehr abwenden konnten, errichteten sie einen großen Scheiterhaufen, in den sich Frauen und Kinder hineinwarfen; die Krieger selber wagten einen tödlichen Ausfall oder stürzten sich von den Festungsmauern hinab. Auch aus Jaisalmer (1304) und anderen Städten Rajasthans sind Fälle überliefert, die jedoch allesamt nur schlecht dokumentiert sind.